# Dasyhelea traverae
Dasyhelea traverae är en tvåvingeart som beskrevs av Thomsen 1935. Dasyhelea traverae ingår i släktet Dasyhelea och familjen svidknott. Inga underarter finns listade i Catalogue of Life.